# Tomas Rousseaux
Tomas Rousseaux (ur. 31 marca 1994 w Jette) – belgijski siatkarz, grający na pozycji przyjmującego, reprezentant Belgii. 
Jego siostra Hélène i brat Gilles, również uprawiają zawodowo siatkówkę. Jego ojciec Emile Rousseaux był trenerem Knack Randstad Roeselare, gdzie wtedy pod jego wodzą trzy lata grał Tomas.

## Sukcesy klubowe
Puchar Belgii:
- 2013

Superpuchar Belgii:
- 2013, 2014

Liga belgijska:
- 2013, 2014, 2015[6]

Superpuchar Niemiec:
- 2016

Puchar Niemiec:
- 2017

Liga niemiecka:
- 2017

Puchar CEV:
- 2023[7]

Superpuchar Hiszpanii:
- 2024[8]

Puchar Króla Hiszpanii:
- 2025[9]

Liga hiszpańska:
- 2025[10]

## Sukcesy reprezentacyjne
Mistrzostwa Europy Juniorów:
- 2012[11]

## Nagrody indywidualne, Wyróżnienia
- 2017: Najlepszy przyjmujący XII Memoriału Zdzisława Ambroziaka

## Statystyki zawodnika

### Rozgrywki ligowe

#### Serie A1 2015/2016[12]
| Klub           | Sezon     | Liga     | Mecze | Sety | Punkty | Punkty | Punkty | Punkty |
| Klub           | Sezon     | Liga     | Mecze | Sety | Atak   | Serwis | Blok   | Razem  |
| -------------- | --------- | -------- | ----- | ---- | ------ | ------ | ------ | ------ |
| Gi Group Monza | 2015/2016 | Serie A1 | 22    | 67   | 99     | 16     | 13     | 128    |

#### Bundesliga 2016/2017[13]
| Klub                | Sezon     | Liga       | Mecze | Sety | Punkty | Punkty | Punkty | Punkty |
| Klub                | Sezon     | Liga       | Mecze | Sety | Atak   | Serwis | Blok   | Razem  |
| ------------------- | --------- | ---------- | ----- | ---- | ------ | ------ | ------ | ------ |
| VfB Friedrichshafen | 2016/2017 | Bundesliga | 24    | 79   | 187    | 15     | 23     | 225    |

#### PlusLiga 2017-2022[14]
Stan na dzień 27.03.2022
| Klub                   | Sezon     | Liga     | Mecze | Sety | Punkty | Punkty | Punkty | Punkty |
| Klub                   | Sezon     | Liga     | Mecze | Sety | Atak   | Serwis | Blok   | Razem  |
| ---------------------- | --------- | -------- | ----- | ---- | ------ | ------ | ------ | ------ |
| Indykpol AZS Olsztyn   | 2017/2018 | PlusLiga | 37    | 126  | 346    | 27     | 39     | 412    |
| GKS Katowice           | 2018/2019 | PlusLiga | 26    | 94   | 313    | 15     | 35     | 363    |
| Asseco Resovia Rzeszów | 2019/2020 | PlusLiga | 16    | 36   | 44     | 0      | 7      | 51     |
| Ślepsk Malow Suwałki   | 2020/2021 | PlusLiga | 26    | 91   | 270    | 6      | 35     | 311    |
| GKS Katowice           | 2021/2022 | PlusLiga | 17    | 62   | 212    | 3      | 20     | 235    |
| Razem                  | Razem     | Razem    | 122   | 409  | 1185   | 51     | 136    | 1372   |

### Rozgrywki europejskie

#### Liga Mistrzów 2012-2015, 2016/2017
| Klub                   | Sezon     | Rozgrywki     | Mecze | Sety | Punkty | Punkty | Punkty | Punkty |
| Klub                   | Sezon     | Rozgrywki     | Mecze | Sety | Atak   | Serwis | Blok   | Razem  |
| ---------------------- | --------- | ------------- | ----- | ---- | ------ | ------ | ------ | ------ |
| Knack Volley Roeselare | 2012/2013 | Liga Mistrzów | 6     | 13   | 13     | 1      | 4      | 18     |
| Knack Volley Roeselare | 2013/2014 | Liga Mistrzów | 6     | 13   | 4      | 0      | 1      | 5      |
| Knack Volley Roeselare | 2014/2015 | Liga Mistrzów | 6     | 24   | 53     | 4      | 15     | 72     |
| VfB Friedrichshafen    | 2016/2017 | Liga Mistrzów | 6     | 24   | 37     | 2      | 1      | 40     |

#### Puchar CEV 2012/2013, 2014/2015
| Klub                   | Sezon     | Rozgrywki                    | Mecze | Sety | Punkty | Punkty | Punkty | Punkty |
| Klub                   | Sezon     | Rozgrywki                    | Mecze | Sety | Atak   | Serwis | Blok   | Razem  |
| ---------------------- | --------- | ---------------------------- | ----- | ---- | ------ | ------ | ------ | ------ |
| Knack Volley Roeselare | 2012/2013 | Puchar CEV - Runda Challenge | 2     | 5    | 8      | 0      | 1      | 9      |
| Knack Volley Roeselare | 2014/2015 | Puchar CEV - Runda Challenge | 2     | 10   | 14     | 4      | 2      | 20     |